# Polarni bezdani
Polarni bezdani je strip epizoda Dilana Doga objavljena premijerno u Srbiji u svesci #221. u izdanju Veselog četvrtka. Na kioscima se pojavila 16. januara 2025. Koštala je 450 dinara (3,8 €; 4,1 $). Imala je 94 strane.

## Originalna epizoda
Originalna epizoda pod nazivom Abissi boreali objavljena je premijerno u #431. regularne edicije Dilana Doga u Italiji u izdanju Bonelija. Izašla je 30.6.2022. Koštala je 4,9 €. Scenario je naopisao i nacrtao Karlo Ambrosini. Naslovnu stranu su nacrtali braća Đanluka i Raul Čestaro.

## Sadržaj
Prolog. Kratka istorija boga Gorama, koji je stvorio ništavilo i vreme, ali nakon što mu je sestra ukazala da je nemoguće stvoriti ništa, završila je u ništavilu. Početak priče. Mlada devojka Lempija živi kod rođaka negde u ruralnim oblastima Finske. Radnja se premešta na londonski stadion, gde koncert drži pevačica po imenu Flor. Dilan je na koncertu zajedno sa novinarkom po imenu Kristen, koja radi za "Black Sound" žurnal. Tokom intervjua, Dilan se nabacuje pevačici od koje saznaje da Flor nema dece već da brine o Lempi, koja sa živi sa starateljem u Munsku, Finska. U blizini Lempijine kuće, dolaze radnici sa bušilicom koji planiraju da istražuju gasna bogatstva i nailaze na podzemnu grobnicu. Pjetr, Lempin staratelj pokušava da ih otera puškom, ali iz Lempijinih ruku počinje da zrači i neobična svetlost, nakon čega se Pjetr umiruje. Nekoliko stotina metara dalje, u bušotini, ekipa inženjera silazi na dno i tamo zatiče tri mala sanduka i Dilana Doga, koji ne zna gde se nalazi. Nakon što sve počinje da se obrušava, inženjeri izlaze iz rupe i podižu tri mala kovčega. Glavni inženjer kaže da nikog poput Dilana Doga nije video u oknu. Dilan se budi u svom stanu na Craven Roadu posle noćne more i shvata da je noć proveo sa Flor, po koju potom dolaze dva člana benda.
Florina majka je smeštena u starački dom Tampere. Nju posećuje ćerka Karin, Florina sestra. Njih dve imaju još jednu sestru, Anike, koja je trenutno u zatvoru. Anike je pre osam godina živela sa mužem i ćerkom u lepoj kući pored jezera Huk. Njen muž joj je davao sedative zbog depresije u kojoj se nalazila. Njihova ćerka Lempi je jedknog dana ubila oca, a taj zločin je pripisan Anike, koja je završila u zatvoru. Nakon odlaska firme koja pokušava da vadi gas iz zemlje, Lempi i njen staratelj dolaze do grobnice i pronalaze Dilana, koji prepoznaje Lempi i kaže da je proveo noć sa njenom tetkom. U tom trenutku iz grobnice izlaze mrtvi, koji napadaju Dilana, Lempi i Pjetra. Pjetr pokušava da ih zaustavi puškom, dok Gručo obučen u vikinga, Dilanu dobacuje pištolj, ali tek Lempi uspeva da ih zaustavi svojim paranormalnim moćima. Na kraju se pojavljuje bog Gorm, koji jaše na velikom bizonu i zaustavlja napad, nakon čega Dylan i Lempi, zajedno sa Pieterom, bezbedno napuštaju grobincu.

## Prethodna i naredna sveska
Prethodna sveska regularne edicije nosila je naslov Zver iz vresišta (#220), a naredna Ništa nije zauvek (#222).
Pogledati: Dilan Dog (spisak epizoda)